# Salon piękności
Salon piękności (ang. Beauty Shop) – amerykańska komedia z 2005 roku w reżyserii Bille’a Woodruffa.

## Fabuła
Fryzjerka Gina Norris (Queen Latifah) przeprowadza się do Atlanty, żeby jej córka mogła uczęszczać do znajdującej się tam prestiżowej szkoły muzycznej. Sama zaś dostaje pracę w eleganckim salonie kosmetycznym. Jej szefem jest apodyktyczny tyran Jorge (Kevin Bacon). Gina szybko więc zaczyna myśleć o zmianie posady. Pewnego dnia nie wytrzymuje presji ze strony przełożonego i powodowana impulsem zwalnia się. Ma już jednak pomysł na swoje dalsze życie. Gina postanawia otworzyć własny salon. Początki są dla niej bardzo trudne, ponieważ Jorge robi wszystko, żeby utrudnić jej prowadzenie interesu. Mimo to kobieta nie zamierza się poddać. Wkrótce z pomocą swoich oddanych pracowników udaje się jej stworzyć wyjątkowe miejsce, które przyciąga ludzi klimatem. W zakładzie Giny bowiem nie tylko poprawia się wygląd, lecz także leczy duszę. Kto chce, może szczerze porozmawiać o życiu, zwierzyć się z problemów i dostać wsparcie.

## Obsada
- Queen Latifah jako Gina Norris
- Adele Givens jako DJ Helen
- Alfre Woodard jako pani Josephine
- Alicia Silverstone jako Lynn
- Andie MacDowell jako Terri
- Bryce Wilson jako James
- Della Reese jako panna Towner
- Djimon Hounsou jako Joe
- Golden Brooks jako Chanell
- Jim Holmes jako inspektor Crawford
- Joyful Drake jako Mercedes
- Keshia Knight Pulliam jako Darnelle
- Kevin Bacon jako Jorge
- Laura Hayes jako Paulette
- Lil’ JJ jako Willie
- Mena Suvari jako Joanne Marcus
- Paige Hurd jako Vanessa Norris
- Sherri Shepherd as Ida